# I. Akbar mogul sah

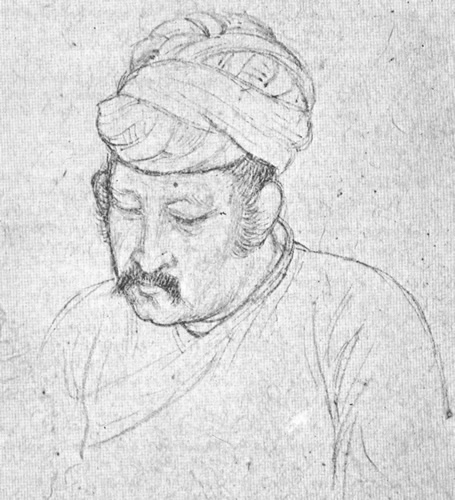
Akbar 1605 körül

I. Akbar vagy Nagy Akbar (1542. október 14. – 1605. október 27.) az észak-indiai Mogul Birodalom uralkodója (sáhinsáh) volt 1556. február 14-től haláláig, Humájun fia és utóda, a birodalomalapító Bábur unokája. Uralma volt a birodalom fénykora. Akbar építette ki a minden faluig elérő adminisztrációs és adóztatási rendszert, ami biztosította az állam stabilitást. A britek is erre a rendszerre alapozták később gyarmati uralmukat. Híres volt vallási türelméről. A trónon fia, Dzsahángír követte.

## Élete, hódításai
Akbar apja, Humájun számkivetettségének elején született Szindhben a rádzsputok Amarkot erdőségében, ahová apja először menekült nemrégen elvett feleségével (Hamida Banu Begum). Születésekor a Badruddin Mohammed Akbar nevet kapta. Ő nem követte szüleit a perzsa száműzetésbe, hanem a Reva hercegség – a mai Madhja Prades államban - területén levő Mukundpur faluba került, ahol együtt nevelkedett barátjával, Rám Szinghel, akiből később Reva maharadzsája lett. Ezután egy ideig Kabulban Aszkari nagybátyja és felesége nevelték. Itt megtanult vadászni, harcolni, de nem tanult meg írni és olvasni, egyetlen kivételként Bábur dinasztiájából.
Humájun halálakor az udvart irányító Bajram Kán egy ideig eltitkolta az eseményt, hogy előkészíthesse Akbar hatalomra kerülését, akit a Gurdaspur (Pandzsáb) környékén levő Kalanaurban aranyruhában, fekete tiarával koronáztak meg sáhinsáhhá, azaz a királyok királyává, vagyis császárrá. Ekkor még meg kellett törnie Sér Sáh Szúri dinasztiáját. Három közül a legerősebbik, Szikandár Sáh Szúri ellen indult, de távollétét kihasználva a Szúri-udvar egyik hindu minisztere, Hemu Vikramaditja elfoglalta Delhit és Agrát, és magát 1556 októberében császárrá koronáztatta.
A hírre Akbárnak azt tanácsolták, hogy meneküljön Kabulba, de ő visszafordult seregével és 1556 októberében - nagyapja, Bábur nyomdokain Pánipatnál - legyőzte Hemu seregét. Ezután az első években a Szúri-dinasztia elleni utóvédharcokkal volt elfoglalva, először Szikandár Sáh Szúrit majd Ádil Sáh Szúrit győzte le. Sok irigye lett ekkorra az udvarban és Akbar családjában a sikeres hadvezér Bajram Kánnak, aki a többségi szunnita helyett a síita irányzat követője volt. Sikerült őt egy mekkai zarándoklatra elindítani, ahol útközben 1561-ben egy merénylő, akinek apja egy korábbi csatában meghalt, meggyilkolta.
Akbár ezután hozzálátott apja birodalmának megnagyobbításához. 1563-ban Malva, 1569-re Rádzspútána, 1572-ben Gudzsarát, 1576-ban Bengália, 1581-ben Kabul, 1586-ban Kasmír, 1592-ben Orisza, 1595-ben Beludzsisztán, 1596-ban Berár, 1601-ben Kándes került az uralma alá.
A rádzsputok legyőzése után vezetőikre nagyban támaszkodott, akik az udvarban a muszlim nemességgel egyenrangúaknak számítottak hindu vallásuk ellenére és saját kis fejedelemségeiket is tovább irányíthatták. Akbár feleségül is egy Dzsajpur hercegnőt vett, örökösének, Dzsahángírnak az anyja tehát nem muszlim, hanem hindu volt.

## Közigazgatási rendszere

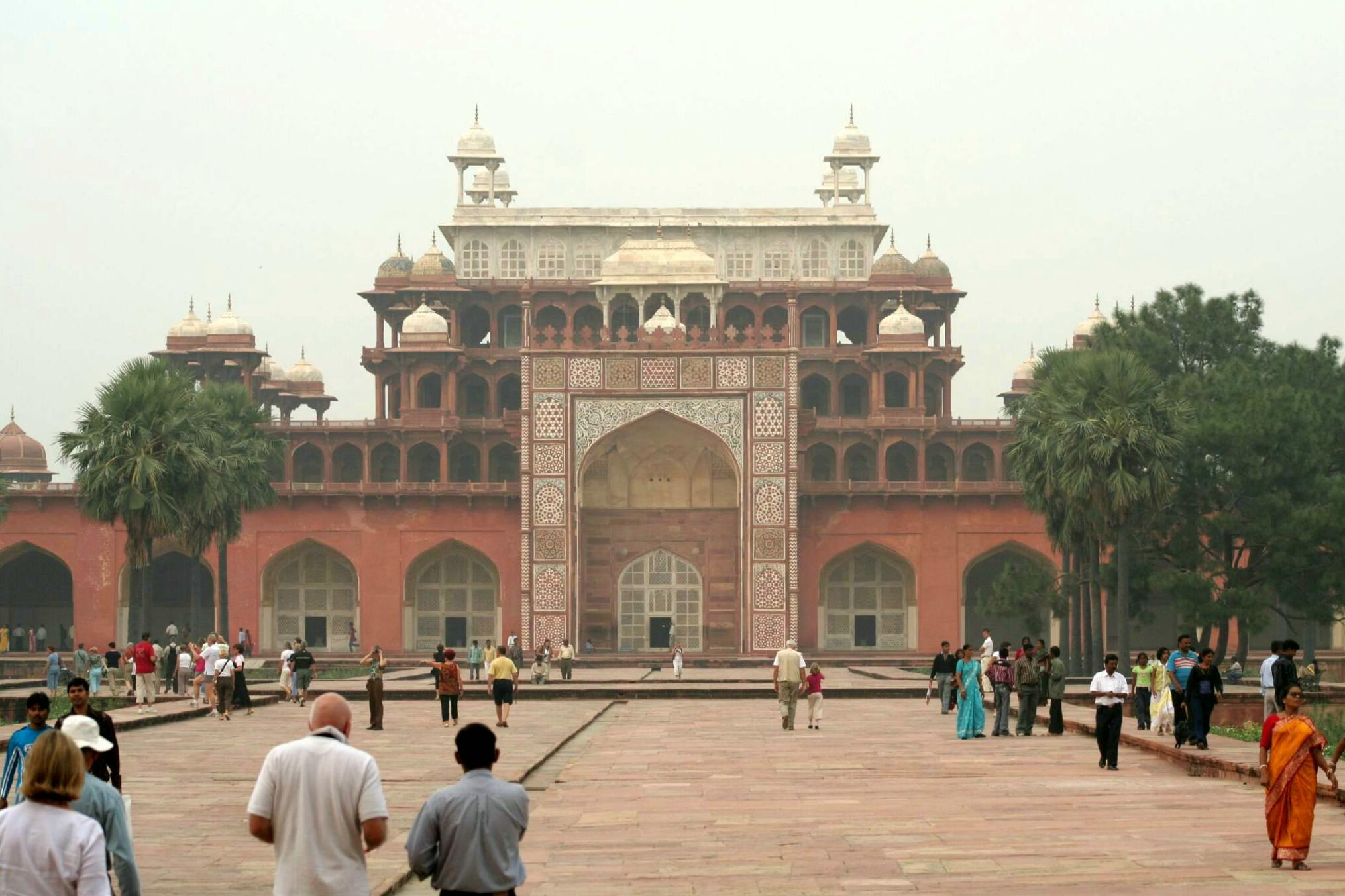
Akbar sírja, Szikándra, Agra

Akbár eleinte Delhiből kormányzott, de 1571-ben Agra mellett egy új fővárost kezdett építeni, Fatehpur Szíkrit. Elkészülte után a várost alig használták, vagy a vízhiány miatt, vagy egyszerűen azért, mert több figyelmet kellett a birodalom északnyugati területeinek szentelni, 1585-ben az udvar Lahorba költözött. Végül 1599-ben újra Agra lett a főváros, ahonnan Akbár élete végéig kormányzott. Sírja is Agra mellett, Szikandrában van.
Akbár adóügyi minisztere, a hindu Todar Mal révén egy a birodalmat stabilizáló közigazgatási és adóügyi rendszert hozott létre, a Szúri-dinasztia alapítója, Sír Sáh Szúri delhi sah adó- és pénzügyi reformja által létrehozott alapokon. Az államnak minden faluban volt képviselője, aki az adókat beszedte. Az adók viszonylag magasak voltak, a termés egyharmadát tették ki, de rossz termés esetén kedvezmény járt, jó termés esetén viszont nem szedtek többet. Ezzel ösztönözték a parasztokat arra, hogy minél több földet vonjanak be a földművelésbe. A tisztességes adórendszer következtében megtelt a kincstár, és jutott pénz a nagyszabású építkezésekre, a köztisztviselői réteg eltartására. A későbbi Brit Indiai Közigazgatás is erre a rendszerre alapult. A tisztviselők rendszere katonai jellegű volt, a manszabdárokat, azaz parancsnokokat 33 rangfokozat valamelyikébe sorolták be annak megfelelően, hogy hány embert irányítottak tíz és ötezer között. A manszabdárok mintegy kétharmada volt külföldi, egyharmada indiai.

## Vallási politikája
Akbar igyekezett megnyerni hindu alattvalóit. Hatalomra jutása után nem sokkal eltörölte a hindu zarándokok adóját, valamint a nem muszlimok adóját, a dzsizját. A holdéven alapuló muszlim naptárat a napéven alapulóval váltotta fel. Megtiltotta a muszlimoknak, hogy a hinduk szent állatát, a tehenet levágják. Általában törekedett arra, nehogy hitéért bárkit hátrány érjen, még a hitelhagyásért járó muszlim büntetést is eltörölte. Ellenezte a muszlim rabszolgaságot, de azt a hindu gyakorlatot is, hogy a halott férjjel együtt élő feleségét is elégessék.
Barátja, a racionális gondolkodású Abúl Fazl tanácsára megnyitotta az Istentiszteletek Házát, ahol hitvitákat rendezett szunnita ulémák, szúfik, hinduk, zoroasztriánusok, zsidók, dzsainák és goai jezsuiták részvételével. Ezeken a hitvitákon gyakran bolondnak és eretneknek nevezték egymást, a történész Bada'úni szerint úgy gyűlölködtek, mint a zsidók és az egyiptomiak. 1582-ben Akbár megalapította az Isteni hitet (Dín-i-Iláhi), ami főleg a zoroasztrianizmusra alapozva több vallás elemeit ötvözte. Mindenesetre ezt sem akarta terjeszteni erőszakkal, az udvarban is mindössze 18 követője akadt. Akbar toleráns politikáját tovább vitte két utóda, Dzsahángír és Sáh Dzsahán is, de azután Aurangzeb felhagyott ezzel, és Sáh Dzsahán kedvenc fiát is kivégeztette hitehagyásért.
1577-től kezdve Akbar évente nagy karavánokat küldött Mekkába zarándokokkal és ajándékokkal a mekkai és medinai hatóságoknak. A hajók a gudzsaráti Szuratból indultak. A háreméből való hölgyek is rendszeresen a karavánnal tartottak. A zarándokok zömmel szegények voltak, akik sokáig tartózkodtak a szent városokban és alaposan megterhelték azok erőforrásait. Az oszmán hatóságoknak ez nem volt ínyére és kényszerítették a zarándokokat a hazatérésre. A hárem hölgyeinek sem volt kedvük elhagyni Hidzsázt, de kényszerítették őket is erre. 1580-ban Áden kormányzója inzultálta a hölgyeket, miközben hazatérőben voltak Indiába. Ez az elbánás arra késztette Akbart, hogy ne küldjön több zarándokot és ajándékot Mekkába és Medinába. 1584-től Akbar komolyan azon volt, hogy portugál segítséggel megtámadja Jement, ezért állandó követe tartózkodott Goán. Az 1587-ben elindított portugál flotta azonban vereséget szenvedett és Dokondo Pirino kapitány fogságba esett. Hamarosan a mogul–portugál szövetség is véget ért.